# 鬼章
鬼章，又名青宜结鬼章。清代译作果庄，北宋河湟吐蕃大首领。
原为溪巴温属下一名首领，后势力强大，驱逐溪巴温出黄河之南，成为当地大首领。因为他勇敢有智谋，被青唐（今青海西宁市）君主董毡重用，多次领兵征战。熙宁五年（1072年），宋朝发动熙河战役，占领唃厮啰国属下熙河六州。熙宁七年（1074年），董毡命鬼章率数万之众入河州，以期复失地，在踏白城用计袭宋军，杀宋将景思立等人。再以银州铁城堡为根据地，与宋军对峙。北宋悬赏缉拿，没有成功，于是以汉官羁縻鬼章。熙宁十年（1077年），授其为廓州刺史。元丰五年（1082年），随董毡征西夏，宋神宗以此功，授其为甘州团练使。董毡死后，他效忠于阿里骨，不忘收复故地。元祐二年（1087年），和儿子结瓦龊率兵攻取北宋洮州（今甘肃省临洮县）。后被宋朝秦凤、泾原诸路军击败，被俘，送至京师开封府。获释，受命招降部属归附。宋朝任命他为陪戎校尉，给衣食、房舍、鞍马等物，在开封养老，后来迁到秦州（今甘肃天水市）。约元祐六年（1091年），在秦州去世。其孙边厮波结。